# 埃斯特雷馬杜拉人
埃斯特雷馬杜拉人，是西班牙中西部地區埃斯特雷馬杜拉自治區的原居民，到2008年，人口超過10000人。他們說西班牙語埃斯特雷馬杜拉方言，一些村落說葡萄牙語。
他們主要的傳統經濟活動類型是耕作小麥、大麥和燕麥和養豬，另一生計生產陶瓷餐具。
由於貧困，他們很多人在帝國時代前往美洲生活，這裡也是很多西班牙探險家出身地。